# 更好的世界
《更好的世界》（丹麥語：Hævnen）是一部2010年由丹麦女导演苏珊娜·比尔（Susanne Bier）执导的电影。原始名Hævnen的意思为复仇，故事着重刻画了成熟的大人与幼稚的孩子在分别面对暴力的不公时所选择的态度。它获得了第68届金球奖和第83届奥斯卡奖最佳外语片奖。

## 剧情
Anton是一位一年的大多时间工作在苏丹难民营的瑞典医生。在丹麦和苏丹这两个文明程度不同的世界里，他和他的家人都正面临着暴力冲突，这让他们在报复与宽恕之间进行着不同的选择。文明与暴力的冲突，报复与宽容的选择，人性的弱点和情感等在影片中一一显现。
Anton和他的妻子Marianne有两个年幼的儿子，但是夫妇二人已经分居，并面临着离婚的可能性。他们12岁的儿子Elias在学校总被欺负，直到从伦敦迁来的Christian的到来。Christian的母亲死于癌症，母亲的死让他一直处于易怒无常的状态，而他则将母亲的死怪罪于父亲Claus。
一次一个汽车修理工粗暴地对待了Anton，Anton选择忍让。但是Christian则带领Elias对这个无赖成人展开报复行动，没想到发生了意料之外的后果。最后，两个孩子的行为不但影响了自己，也影响了他们的父母。

## 角色
- 米克尔·佩斯勃兰特（Mikael Persbrandt）饰 Anton，瑞典医生，和平主义者，一年中的大部分时间在非洲的难民避难所里医治伤者
- 曲娜·第爾漢（Trine Dyrholm）饰 Marianne，医生，Anton的妻子
- Markus Rygaard 饰 Elias，Anton与Marianne的大儿子
- Kim Bodnia 饰 Lars，對Anton動粗的汽車維修工
- 乌尔里奇·汤姆森（Ulrich Thomsen）饰 Claus，英国人，妻子死于癌症
- William Jøhnk Nielsen 饰 Christian，Claus的儿子，后来与Elias成为同学好友

## 荣誉
- 欧洲电影奖
  - 最佳导演
- 罗马国际影展 2010:[3]
  - 最佳影片
  - 评审团奖
- Sevilla Festival de Cine 2010:[4]
  - 最佳导演
  - 最佳编剧
- Tallinn Tarta, Black Nights Film Festival 2010:[3]
  - 最佳男演员
- Thessaloniki International Film Festival 2010:[3]
  - Creative Excellence Award